# StadtTheater walfischgasse

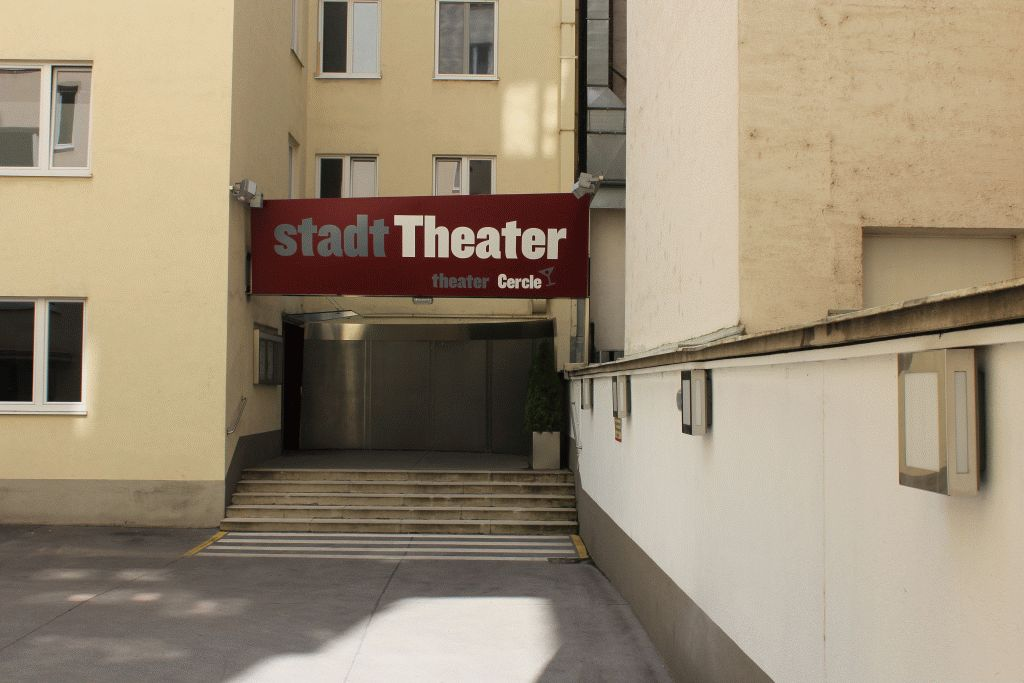
Eingang des Theaters. 2012

Das stadtTheater walfischgasse ist ein Theater im 1. Wiener Gemeindebezirk Innere Stadt in der Walfischgasse 4.
Eröffnet wurde es 2005 von Anita Ammersfeld, die das Theater bis 2015 leitete.
Von Herbst 2015 bis Sommer 2020 wurden die Räumlichkeiten von der Wiener Staatsoper gemietet, um sie für Kinderopern und andere Sonderveranstaltungen zu nutzen.
Ab März 2025 wird das Theater von André Heller wieder regelmäßig und langfristig bespielt und soll der wienerischen Musik eine neue Heimstätte bieten.

## Geschichte
Im Oktober 1959 entstand in der Walfischgasse 4 unter der Leitung von Gerhard Bronner das Neue Theater am Kärntnertor. 1966 schloss Gerhard Bronner die Bühne. Ein Kartellverband nutzte nun die Räumlichkeiten für Veranstaltungen. 1969 spielte unter der Geschäftsführung von Felix Dvorak das Kabarettensemble Der Würfel die Revue Spuren im Schmäh. Von Zeit zu Zeit wurden die Räumlichkeiten von der Gesellschaft für Musiktheater als Aufführungsort genutzt. Ab 1973 wurde das Haus wieder regelmäßig bespielt. Zwei Gruppen teilten sich bis 1977 die Adresse: Hans Gratzers Werkstatt und Dieter Haspels Cafétheater (später in Ensemble Theater umbenannt). 1978 verwandelte sich das Neue Theater am Kärntnertor schließlich mit der Übernahme durch Helmut Siderits in die Kleine Komödie. Siderits spezialisierte sich auf internationale Boulevardkomödien. 2003 musste Siderits seine Bühne, die zunehmend mit Auslastungsschwierigkeiten und Finanzproblemen zu kämpfen hatte, schließen.
Im Jahr 2004 folgte Anita Ammersfeld als Leiterin des nunmehrigen stadtTheater walfischgasse. Das stadtTheater wurde am 20. April 2005 mit der Eigenproduktion Freunde, das Leben ist lebenswert von Charles Lewinsky eröffnet. Auf dem Spielplan standen unter anderem politisch-satirische Stücke mit gesellschaftlicher Relevanz sowie modernes Musiktheater und anspruchsvolles österreichisches Kabarett. Die Eigenproduktionen bestanden vor allem aus Uraufführungen sowie deutschsprachigen und österreichischen Erstaufführungen. Für die Eigenproduktionen des Hauses haben  Autoren wie Charles Lewinsky, Felix Mitterer, Peter Turrini, Lida Winiewicz, Peter Patzak und Rupert Henning Stücke geschrieben. Als Gastspielhaus zeigte das stadtTheater regelmäßig Produktionen anderer Bühnen oder freier Theatergruppen aus dem deutschsprachigen Raum.
Zu den Gastspiel-Highlights zählten unter anderem die ausverkauften Konzertreihen „Unter 4 Augen“ und „Bevor ich es vergesse“ mit Herman van Veen und Edith Leerkes, „The Tiger Lillies live in Concert“, „An Intimate Evening with Marianne Faithfull“, „A Gaudi wars in Ottakring“ und „Mit Bleistift und Gitarre“ von und mit Arik Brauer, die Stücke Im Zweifel für den Angeklagten mit Christian Kohlund, Novecento – Die Legende vom Ozeanpianisten mit Thomas Borchert, Oskar und die Dame in Rosa mit Doris Kunstmann, Die Legende vom heiligen Trinker mit Ernst Konarek, Ein Bericht für eine Akademie, gespielt von Felix Mitterer, sowie Der Gott des Gemetzels (Komödienspiele Porcia).
Neben der großen Bühne mit einem Fassungsvermögen von 271 Plätzen verfügte das stadtTheater auch über eine zweite, kleinere Spielstätte, den theaterCercle, der für Lesungen, Solo-Performances oder Konzerte genutzt wurde.
Im November 2024 wurde bekannt, dass ein von André Heller gegründetes Unternehmen das Theater betreiben wird. Im März 2025 wird Heller gemeinsam mit Ernst Molden und Ursula Strauss die Show Remassuri präsentieren.

## Eigenproduktionen unter der Leitung von Anita Ammersfeld (2005–2015)
- Freunde, das Leben ist lebenswert von Charles Lewinsky, Regie: Charles Lewinsky (ÖE)
- Empfänger unbekannt von Kressmann Taylor, Regie: Isabella Suppanz
- Heimat, sweet Heimat von Charles Lewinsky, Regie: Hanspeter Horner (Auftragswerk, UA)
- Baby Talk von Peter Lund und Thomas Zaufke, Regie: Thomas Schendel (ÖE)
- Interview von Theodor Holman und Theo van Gogh, Regie: Peter Patzak  (UA)
- Marlene Moves, Regie und Buch: Thomas Schendel (ÖE)
- Akte – Im Schweigen vermählt, Buch und Regie: Peter Patzak (UA)
- Ich Hackl, Buch: Joesi Prokopetz, Musik und Text: Georg Danzer, Regie: Rudolf Frey  (UA)
- Best of Farkas & Co, Buch und Conference: Georg Markus (UA)
- Der Patriot von Felix Mitterer, Regie: Werner Schneyder (Auftragswerk, UA)
- Paradiso von Lida Winiewicz, Regie: Mathias Levefre (UA)
- Cabaret der verlorenen Seelen von Christian Siméon und Patrick Laviosa, Regie: Thomas Schendel (DE)
- Kleine Eheverbrechen von Éric-Emmanuel Schmitt, Regie: Thomas Schendel
- Die Liebe in Madagaskar von Peter Turrini in einer Neufassung, Regie: Peter Patzak (UA der Neufassung)
- Geisterbahn von Lida Winiewicz, Regie: Nikolaus Büchel (UA)
- Die Nervensäge von Francis Veber, Regie: Thomas Schendel
- Der Cleopatra Club von Paul Schrader, Regie: Rupert Henning (EA)
- Backstage von William M. Downs, Regie: André Pohl (UA)
- Der Tod und das Mädchen von Ariel Dorfman, Regie: Thomas Schendel
- Verklärte Nacht von Joshua Sobol, Regie: Joshua Sobol (UA)
- Revanche von Anthony Shaffer, Regie: Carolin Pienkos
- Lotti und Lilya von Katrin Ammon, Regie: Mathias Lefevre (UA)
- Betrogen von Harold Pinter, Regie: Werner Schneyder
- Der Vorname von Alexandre de La Patellière und Mathieu Delaporte, Regie: Carolin Pienkos
- C(r)ash von Rupert Henning, Regie: Carolin Pienkos (UA)
- Enigma von Éric-Emmanuel Schmitt, Regie: Isabella Suppanz
- Drei Mal Leben von Yasmina Reza, Regie: Michael Gampe
- Halbe Wahrheiten von Alan Ayckbourn, Regie: Carolin Pienkos
- Der Beweis von David Auburn, Regie: Carolin Pienkos
- Zweifel von John Patrick Shanley, Regie: Christine Wipplinger
- Freunde, das Leben ist lebenswert von Charles Lewinsky, Regie: Charles Lewinsky